# 对氰基苯甲酸
对氰基苯甲酸是一种有机化合物，分子上具有一个氰基和一个羧基。在25 °C时，其pKa为3.55。
它和氢氧化钠反应，生成对氰基苯甲酸钠；和邻菲啰啉作为混合配体，可以和氯化铜在水和乙醇的混合溶液中反应，生成[Cu(phen)(H2O)(CBA)Cl]·H2O配位化合物。